# Arroio Acangupá
Arroio Acangupá är ett vattendrag i Brasilien.   Det ligger i delstaten Rio Grande do Sul, i den södra delen av landet, 1 700 km söder om huvudstaden Brasília.
Trakten runt Arroio Acangupá består till största delen av jordbruksmark. Runt Arroio Acangupá är det mycket glesbefolkat, med 2 invånare per kvadratkilometer.